# Modiolastrum gilliesii
Modiolastrum gilliesii är en malvaväxtart som först beskrevs av Ernst Gottlieb von Steudel, och fick sitt nu gällande namn av Antonio Krapovickas. Modiolastrum gilliesii ingår i släktet Modiolastrum och familjen malvaväxter. Inga underarter finns listade i Catalogue of Life.

## Bildgalleri

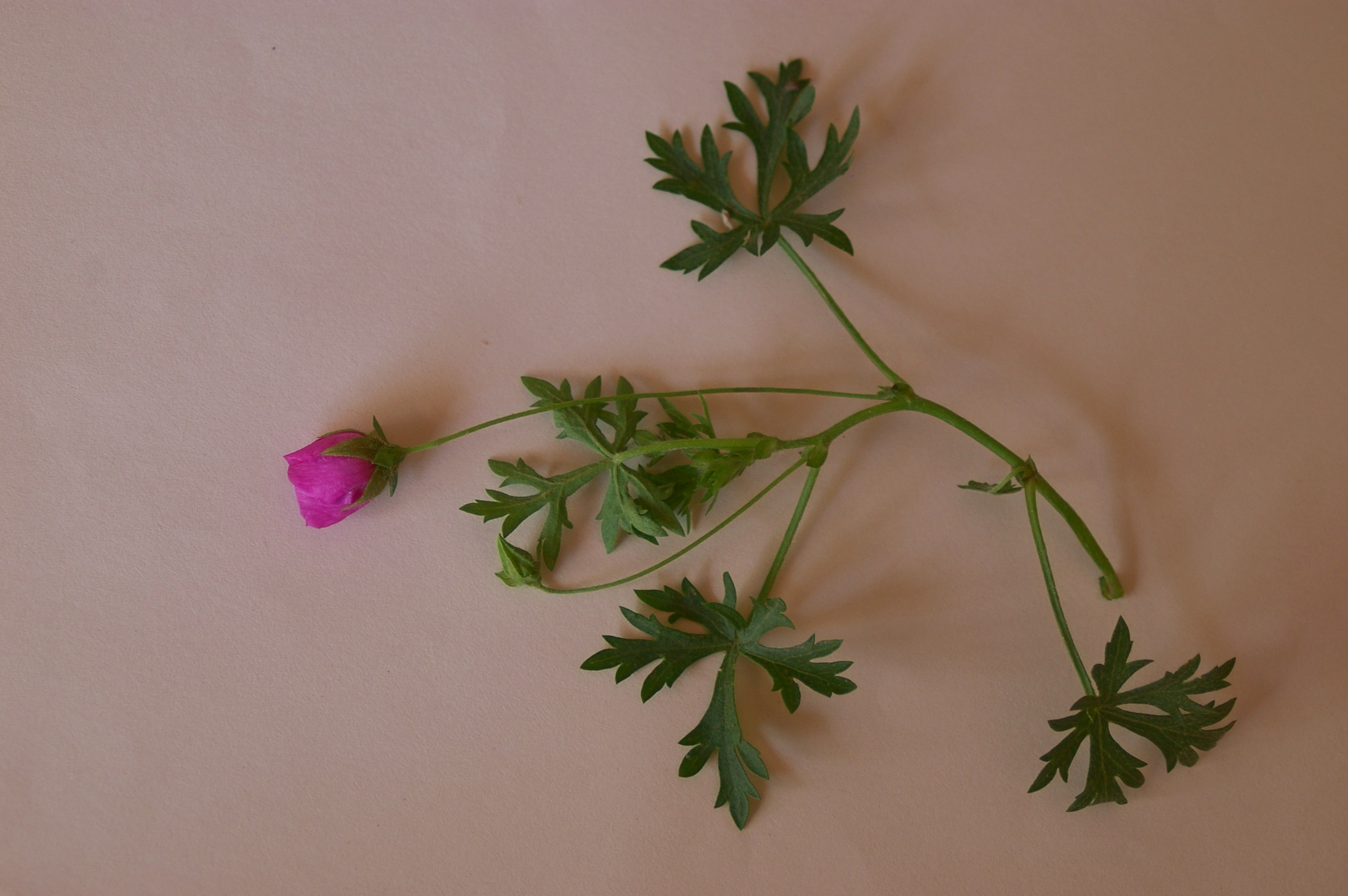
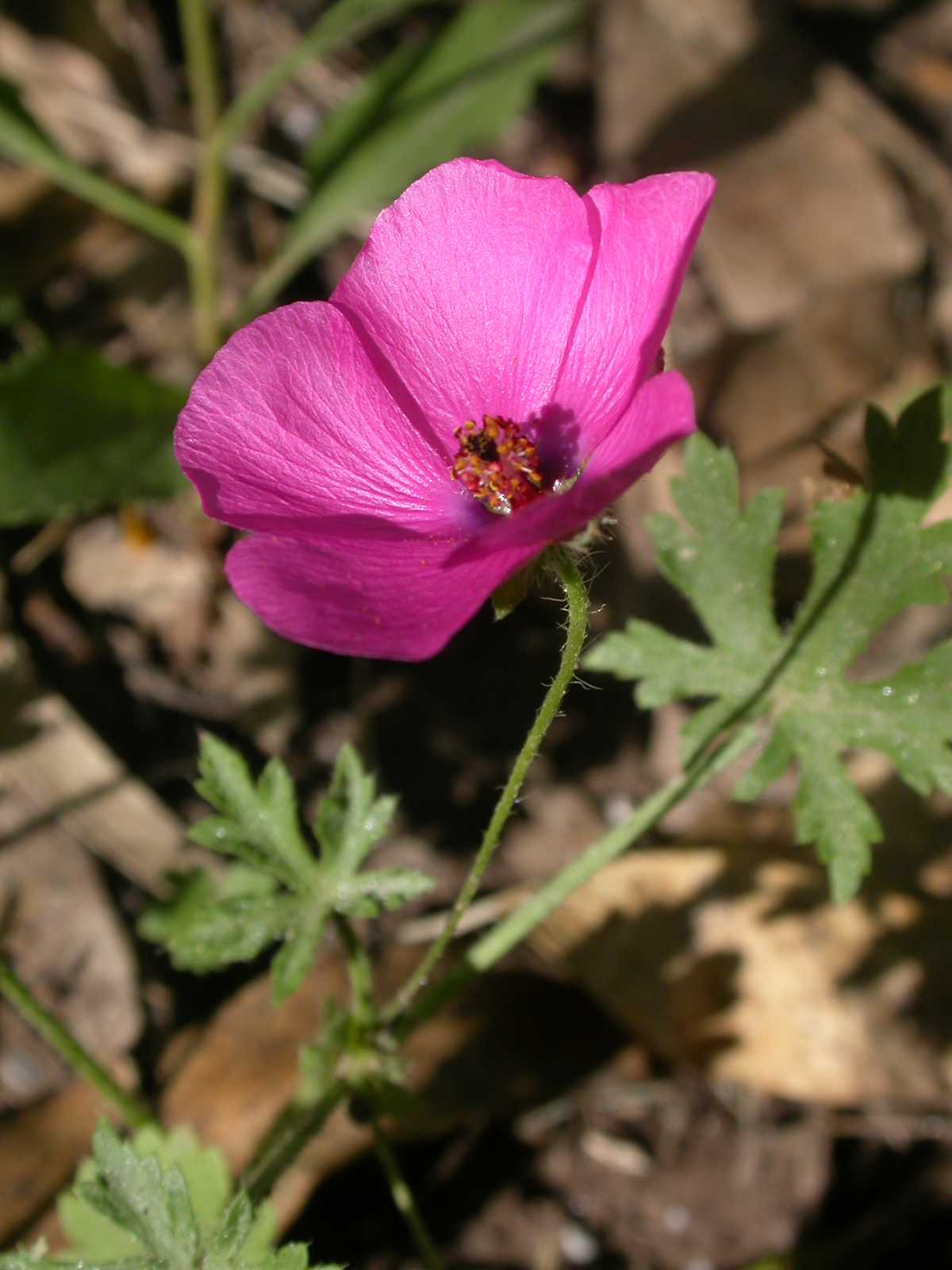